# Елиминациона фаза УЕФА Лиге шампиона 2018/19.
Елиминациона фаза УЕФА Лиге шампиона 2018/19. је друга фаза УЕФА Лиге шампиона 2018/19. која је почела 12. фебруара, а завршава се финалом 1. јуна 2019. на Ванда Метрополитано у Мадриду, у Шпанији. Елиминациона фаза се састоји из неколико делова: осмина финала, четвртфинале, полуфинале и финале. Укупно 16 тимова се такмичи у елиминационој фази.
По први пут, систем ВАР се користио у елиминационој фази Лиге шампиона.
Сатница је по CET-у, односно CEST-у, како наводи УЕФА (локална времена, ако су различита, у заградама су).

## Датуми и жреб по фазама такмичења
Распоред мечева по рундама је следећи (сва извлачења - жребови се одржавају у седишту УЕФА у Ниону, Швајцарска):
| Фаза          | Датум жреба              | Прва утакмица                                  | Друга утакмица                                 |
| ------------- | ------------------------ | ---------------------------------------------- | ---------------------------------------------- |
| Осмина финала | 17. децембар 2018, 12:00 | 12–13. и 19–20. фебруар 2019.                  | 5–6. и 12–13. март 2019.                       |
| Четвртфинале  | 15. март 2019, 12:00     | 9–10. април 2019.                              | 16–17. април 2019.                             |
| Полуфинале    | 15. март 2019, 12:00     | 30. април – 1. мај 2019.                       | 7–8. мај 2019.                                 |
| Финале        | 15. март 2019, 12:00     | 1. јун 2019. на Ванди Метрополитано, у Мадриду | 1. јун 2019. на Ванди Метрополитано, у Мадриду |

## Формат такмичења
Сваки пар у елиминационој фази, осим у финалу, игра две утакмице, при чему сваки тим игра једну утакмицу код куће. Тим који постигне више голова у гостима на две утакмице пролази у наредну фазу. Ако је једнак резултат, примењује се правило голова у гостима, тј. Тим који постигне више голова у гостима има предност два корака у односу на онај што је примио голове кући. Ако су и голови у гостима једнаки, играју се Продужеци. Правило гостујућих голова се поново примењује након продужетка, тј. Ако су постигнути голови у продужетку и укупан резултат је у корист тима који је стекао предност голова у гостима, гостујући тим пролази на основу више постигнутих голова. Ако ниједан гол није постигнут у продужетку, победници се одређују казненим ударцем. У финалу, који се игра на један меч, ако је резултат на крају регуларног дела утакмице једнак, игра се додатно време тј. Продужеци, након чега следе пенали, ако је резултат још увек једнак.

Механизам извлачења за сваку фазу је следећи:
- У извлачењу за осмину финала, освајачи осам група су повлашћени, а другопласирани су неповлашћени. Повлашћени тимови играју против неповлашћених тимова тимова. Тимови из исте групе или исте лиге не могу бити извучени и не могу играти једни против других.
- У извлачењу за четвртфинале и полуфинале, нема рангирања (носиоца и неносиоца), а тимови из исте групе или исте лиге могу бити извучени и могу играти једни против других. Извлачења за четвртфинале и полуфинале се одржавају заједно, пре него што се играју четвртфиналне и полуфиналне утакмице, име победника четвртфинала неће бити познат у време полуфиналног извлачења. Такође ће се одржати жреб за одређивање финалних учесника тј. који ће тим бити "домаћин" за финале (за административне сврхе јер се игра на неутралном терену).

За четвртфинале и полуфинале, тимови из истог града (нпр. Манчестер Сити и Манчестер јунајтед) за њих није предвиђенода да играју код кући истог дана или узастопно, због логистике и контроле гужве. Да би се избегао такав конфликт распоређивања, ако су два тима извучена да играју код куће за исту етапу, редослед утакмица које укључују екипу са нижим домаћим рангом у квалификационој сезони (нпр. Манчестер јунајтед за ову сезону).

## Квалификовани тимови
Елиминациона фаза укључује 16 тимова који се квалификују као победници и другопласирани у свакој од осам група у групној фази.
| Група | Победник (повлашћени у осмини финала) | Другопласирани (неповлашћени у осмини финала) |
| ----- | ------------------------------------- | --------------------------------------------- |
| А     | Борусија Дортмунд                     | Атлетико Мадрид                               |
| Б     | Барселона                             | Тотенхем                                      |
| Ц     | Пари Сен Жермен                       | Ливерпул                                      |
| Д     | Порто                                 | Шалке 04                                      |
| Е     | Бајерн Минхен                         | Ајакс                                         |
| Ф     | Манчестер Сити                        | Олимпик Лион                                  |
| Г     | Реал Мадрид                           | Рома                                          |
| Х     | Јувентус                              | Манчестер јунајтед                            |

## Елиминациона рунда
- Напомена: Играју се две утакмице, у коцкицама је написан само укупан резултат из две утакмице.

|  | Осмина финала            | Осмина финала  |                                            |   | Четвртфинале | Четвртфинале |  |  | Полуфинале | Полуфинале |  |  | Финале | Финале |
|  |                          |                |                                            |   |              |              |  |  |            |            |  |  |        |        |
|  |                          |                |                                            |   |              |              |  |  |            |            |  |  |        |        |
|  |                          |                |                                            |   |              |              |  |  |            |            |  |  |        |        |
|  | Тотенхем                 | 4              |                                            |   |              |              |  |  |            |            |  |  |        |        |
|  | Тотенхем                 | 4              |                                            |   |              |              |  |  |            |            |  |  |        |        |
|  | Борусија Дортмунд        | 0              |                                            |   |              |              |  |  |            |            |  |  |        |        |
|  | Борусија Дортмунд        | 0              | Тотенхем (пгг)                             | 4 |              |              |  |  |            |            |  |  |        |        |
|  |                          |                | Тотенхем (пгг)                             | 4 |              |              |  |  |            |            |  |  |        |        |
|  |                          | Манчестер Сити | 4                                          |   |              |              |  |  |            |            |  |  |        |        |
|  | Шалке 04                 | Манчестер Сити | 4                                          | 2 |              |              |  |  |            |            |  |  |        |        |
|  | Шалке 04                 |                |                                            | 2 |              |              |  |  |            |            |  |  |        |        |
|  | Манчестер Сити           | 10             |                                            |   |              |              |  |  |            |            |  |  |        |        |
|  | Манчестер Сити           | 10             | Тотенхем (пгг)                             | 3 |              |              |  |  |            |            |  |  |        |        |
|  |                          |                | Тотенхем (пгг)                             | 3 |              |              |  |  |            |            |  |  |        |        |
|  |                          | Ајакс          | 3                                          |   |              |              |  |  |            |            |  |  |        |        |
|  | Ајакс                    | Ајакс          | 3                                          | 5 |              |              |  |  |            |            |  |  |        |        |
|  | Ајакс                    |                |                                            | 5 |              |              |  |  |            |            |  |  |        |        |
|  | Реа Мадрид               | 3              |                                            |   |              |              |  |  |            |            |  |  |        |        |
|  | Реа Мадрид               | 3              | Ајакс                                      | 3 |              |              |  |  |            |            |  |  |        |        |
|  |                          |                | Ајакс                                      | 3 |              |              |  |  |            |            |  |  |        |        |
|  |                          | Јувентус       | 2                                          |   |              |              |  |  |            |            |  |  |        |        |
|  | Атлетико Мадрид          | Јувентус       | 2                                          | 2 |              |              |  |  |            |            |  |  |        |        |
|  | Атлетико Мадрид          |                | 1. јун 2019. - Ванда Метрополитано, Мадрид | 2 |              |              |  |  |            |            |  |  |        |        |
|  | Јувентус                 | 3              |                                            |   |              |              |  |  |            |            |  |  |        |        |
|  | Јувентус                 | 3              | Тотенхем                                   | 0 |              |              |  |  |            |            |  |  |        |        |
|  |                          |                | Тотенхем                                   | 0 |              |              |  |  |            |            |  |  |        |        |
|  |                          | Ливерпул       | 2                                          |   |              |              |  |  |            |            |  |  |        |        |
|  | Манчестер јунајтед (пгг) | Ливерпул       | 2                                          | 3 |              |              |  |  |            |            |  |  |        |        |
|  | Манчестер јунајтед (пгг) |                |                                            | 3 |              |              |  |  |            |            |  |  |        |        |
|  | Пари Сен Жермен          | 3              |                                            |   |              |              |  |  |            |            |  |  |        |        |
|  | Пари Сен Жермен          | 3              | Манчестер јунајтед                         | 0 |              |              |  |  |            |            |  |  |        |        |
|  |                          |                | Манчестер јунајтед                         | 0 |              |              |  |  |            |            |  |  |        |        |
|  |                          | Барселона      | 4                                          |   |              |              |  |  |            |            |  |  |        |        |
|  | Олимпик Лион             | Барселона      | 4                                          | 1 |              |              |  |  |            |            |  |  |        |        |
|  | Олимпик Лион             |                |                                            | 1 |              |              |  |  |            |            |  |  |        |        |
|  | Барселона                | 5              |                                            |   |              |              |  |  |            |            |  |  |        |        |
|  | Барселона                | 5              | Барселона                                  | 3 |              |              |  |  |            |            |  |  |        |        |
|  |                          |                | Барселона                                  | 3 |              |              |  |  |            |            |  |  |        |        |
|  |                          | Ливерпул       | 4                                          |   |              |              |  |  |            |            |  |  |        |        |
|  | Ливерпул                 | Ливерпул       | 4                                          | 3 |              |              |  |  |            |            |  |  |        |        |
|  | Ливерпул                 |                |                                            | 3 |              |              |  |  |            |            |  |  |        |        |
|  | Бајерн Минхен            | 1              |                                            |   |              |              |  |  |            |            |  |  |        |        |
|  | Бајерн Минхен            | 1              | Ливерпул                                   | 6 |              |              |  |  |            |            |  |  |        |        |
|  |                          |                | Ливерпул                                   | 6 |              |              |  |  |            |            |  |  |        |        |
|  |                          | Порто          | 1                                          |   |              |              |  |  |            |            |  |  |        |        |
|  | Рома                     | Порто          | 1                                          | 3 |              |              |  |  |            |            |  |  |        |        |
|  | Рома                     |                |                                            | 3 |              |              |  |  |            |            |  |  |        |        |
|  | Порто                    | 4              |                                            |   |              |              |  |  |            |            |  |  |        |        |
|  | Порто                    | 4              |                                            |   |              |              |  |  |            |            |  |  |        |        |

## Осмина финала
Жреб за осмину финала одржан је 17. децембра 2018. у 12:00 CET.
Манчестер Јунајтед је постао прва екипа у историји Лиге шампиона која се квалификовала у четвртфинале након пораза код куће са два или више гола у првој утакмици. Укључујући и еру Европског купа, само је Ајакс успео да оствари овај подвиг, освојивши доигравање утакмицу у четвртфиналу Европског купа 1968/69 против Бенфике након што су изгубили 1-3 у првој утакмици код куће и победили 3–1 у другој утакмици.
Прве утакмице су игране 12, 13, 19. и 20. фебруара, а реванш мечеви 5, 6, 12. и 13. марта 2019. године.
| Тим #1             | рез.      | Тим #2            | прва утакмица | друга утакмица |
| ------------------ | --------- | ----------------- | ------------- | -------------- |
| Шалке 04           | 2:10      | Манчестер Сити    | 2:3           | 0:7            |
| Атлетико Мадрид    | 2:3       | Јувентус          | 2:0           | 0:3            |
| Манчестер јунајтед | 3:3 (пгг) | Париз Сен Жермен  | 0:2           | 3:1            |
| Тотенхем хотспер   | 4:0       | Борусија Дортмунд | 3:0           | 1:0            |
| Олимпик Лион       | 1:5       | Барселона         | 0:0           | 1:5            |
| Рома               | 3:4 (пп)  | Порто             | 2:1           | 1:3            |
| Ајакс              | 5:3       | Реал Мадрид       | 1:2           | 4:1            |
| Ливерпул           | 3:1       | Бајерн Минхен     | 0:0           | 3:1            |

### Извештаји са утакмица
| Шалке 04                        | 2:3    | Манчестер Сити                       |
| ------------------------------- | ------ | ------------------------------------ |
| Бенталеб 38’ (пен.), 45’ (пен.) | Детаљи | Агверо 18’ · Сане 85’ · Стерлинг 90’ |

| Манчестер Сити                                                                          | 7:0    | Шалке 04 |
| --------------------------------------------------------------------------------------- | ------ | -------- |
| Агверо 35’ (пен.), 38’ · Сане 42’ · Стерлинг 56’ · Б. Силва 71’ · Фоден 78’ · Жесус 84’ | Детаљи |          |

- Манчестер Сити се укупним резултатом 10:2 пласирао у четвртфинале Лиге шампиона.

| Атлетико Мадрид         | 2:0    | Јувентус |
| ----------------------- | ------ | -------- |
| Хименез 78’ · Годин 83’ | Детаљи |          |

| Јувентус                     | 3:0    | Атлетико Мадрид |
| ---------------------------- | ------ | --------------- |
| Роналдо 27’, 48’, 86’ (пен.) | Детаљи |                 |

- Јувентус се укупним резултатом 3:2 пласирао у четвртфинале Лиге шампиона.

| Манчестер јунајтед | 0:2    | Пари Сен Жермен          |
| ------------------ | ------ | ------------------------ |
|                    | Детаљи | Кимпембе 53’ · Мбапе 60’ |

| Пари Сен Жермен | 1:3    | Манчестер јунајтед                    |
| --------------- | ------ | ------------------------------------- |
| Бернат 12’      | Детаљи | Лукаку 2’, 30’ · Рашфорд 90+4’ (пен.) |

- Манчестер јунајтед се након укупног резултата 3:3 на основу правила о броју постигнутих голова на гостујућем терену пласирао у четвртфинале Лиге шампиона.

| Тотенхем                                        | 3:0    | Борусија Дортмунд |
| ----------------------------------------------- | ------ | ----------------- |
| Сон Хјунг-мин 47’ · Вертонген 83’ · Љоренте 86’ | Детаљи |                   |

| Борусија Дортмунд | 0:1    | Тотенхем |
| ----------------- | ------ | -------- |
|                   | Детаљи | Кејн 49’ |

- Тотенхем се укупним резултатом 4:0 пласирао у четвртфинале Лиге шампиона.

| Олимпик Лион | 0:0    | Барселона |
| ------------ | ------ | --------- |
|              | Детаљи |           |

| Барселона                                                  | 5:1    | Олимпик Лион |
| ---------------------------------------------------------- | ------ | ------------ |
| Меси 18’ (пен.), 78’ · Кутињо 31’ · Пике 81’ · Дембеле 86’ | Детаљи | Тузар 58’    |

- Барселона се укупним резултатом 5:1 пласирала у четвртфинале Лиге шампиона.

| Рома             | 2:1    | Порто     |
| ---------------- | ------ | --------- |
| Заниоло 70’, 76’ | Детаљи | Лопез 79’ |

| Порто                                       | 3:1 (Прод.) | Рома               |
| ------------------------------------------- | ----------- | ------------------ |
| Соареш 26’ · Марега 52’ · Телес 117’ (пен.) | Детаљи      | Де Роси 37’ (пен.) |

- Порто се укупним резултатом 4:3 пласирао у четвртфинале Лиге шампиона.

| Ајакс     | 1:2    | Реал Мадрид              |
| --------- | ------ | ------------------------ |
| Зијех 75’ | Детаљи | Бензема 60’ · Асенио 87’ |

| Реал Мадрид | 1:4    | Ајакс                                       |
| ----------- | ------ | ------------------------------------------- |
| Асенсио 70’ | Детаљи | Зијех 7’ · Нерес 18’ · Тадић 62’ · Шене 72’ |

- Ајакс се укупним резултатом 5:3 пласирао у четвртфинале Лиге шампиона.

| Ливерпул | 0:0    | Бајерн Минхен |
| -------- | ------ | ------------- |
|          | Детаљи |               |

| Бајерн Минхен  | 1:3    | Ливерпул                     |
| -------------- | ------ | ---------------------------- |
| Матип (аг) 37’ | Детаљи | Мане 26’, 84’ · Ван Дајк 69’ |

- Ливерпул се укупним резултатом 3:1 пласирао у четвртфинале Лиге шампиона.

## Четвртфинале
Жреб за четвртфинале одржан је 15. марта 2019. у 12:00 CET.
Прве утакмице су игране 9. и 10. априла, а реванш мечеви 16. и 17. априла 2019. године.
| Тим #1             | рез.      | Тим #2         | прва утакмица | друга утакмица |
| ------------------ | --------- | -------------- | ------------- | -------------- |
| Ајакс              | 3:2       | Јувентус       | 1:1           | 2:1            |
| Ливерпул           | 6:1       | Порто          | 2:0           | 4:1            |
| Тотенхем хотспер   | 4:4 (пгг) | Манчестер Сити | 1:0           | 3:4            |
| Манчестер јунајтед | 0:4       | Барселона      | 0:1           | 0:3            |

### Извештаји са утакмица
| Ајакс     | 1:1    | Јувентус    |
| --------- | ------ | ----------- |
| Нерес 46’ | Детаљи | Роналдо 45’ |

| Јувентус    | 1:2    | Ајакс                        |
| ----------- | ------ | ---------------------------- |
| Роналдо 28’ | Детаљи | Ван де Бек 34’ · Де Лихт 67’ |

- Ајакс се укупним резултатом 3:2 пласирао у полуфинале Лиге шампиона.

| Ливерпул               | 2:0    | Порто |
| ---------------------- | ------ | ----- |
| Кеита 5’ · Фирмино 26’ | Детаљи |       |

| Порто       | 1:4    | Ливерпул                                          |
| ----------- | ------ | ------------------------------------------------- |
| Милитао 69’ | Детаљи | Мане 26’ · Салах 65’ · Фирмино 77’ · Ван Дајк 84’ |

- Ливерпул се укупним резултатом 6:1 пласирао у полуфинале Лиге шампиона.

| Тотенхем          | 1:0    | Манчестер Сити |
| ----------------- | ------ | -------------- |
| Сон Хјунг-мин 78’ | Детаљи |                |

| Манчестер Сити                               | 4:3    | Тотенхем                            |
| -------------------------------------------- | ------ | ----------------------------------- |
| Стерлинг 4’, 21’ · Б. Силва 11’ · Агверо 59’ | Детаљи | Сон Хјунг-мин 7’, 10’ · Љоренте 73’ |

- Тотенхем се након укупног резултата 4:4 на основу правила о броју постигнутих голова на гостујућем терену пласирао у полуфинале Лиге шампиона.

| Манчестер јунајтед | 0:1    | Борусија Дортмунд |
| ------------------ | ------ | ----------------- |
|                    | Детаљи | Шо (аг) 47’       |

| Барселона                   | 3:0    | Манчестер јунајтед |
| --------------------------- | ------ | ------------------ |
| Меси 16’ , 20’ · Кутињо 61’ | Детаљи |                    |

- Барселона се укупним резултатом 4:0 пласирала у полуфинале Лиге шампиона.

## Полуфинале
Жреб за полуфинале одржан је 15. марта 2019. у 12:00 CET (након жреба за четвртфинале, а пре утакмица четвртфинала).
Прве утакмице се играју 30. априла и 1. маја, а реванш мечеви 7. и 8. маја 2019. године.
| Тим #1                 | рез. | Тим #2   | прва утакмица | друга утакмица |
| ---------------------- | ---- | -------- | ------------- | -------------- |
| Тотенхем хотспер (пгг) | 3:3  | Ајакс    | 0:1           | 3:2            |
| Барселона              | 3:4  | Ливерпул | 3:0           | 0:4            |

### Извештаји са утакмица
| Тотенхем | 0:1    | Ајакс          |
| -------- | ------ | -------------- |
|          | Детаљи | Ван де Бек 15’ |

| Ајакс                  | 2:3    | Тотенхем             |
| ---------------------- | ------ | -------------------- |
| Де Лихт 5’ · Зијех 35’ | Детаљи | Мора 55’, 59’, 90+5’ |

- Тотенхем се након укупног резултата 3:3 на основу правила о броју постигнутих голова на гостујућем терену пласирао у финале Лиге шампиона.

| Барселона                  | 3:0    | Ливерпул |
| -------------------------- | ------ | -------- |
| Суарез 26’ · Меси 75’, 82’ | Детаљи |          |

| Ливерпул                           | 4:0    | Барселона |
| ---------------------------------- | ------ | --------- |
| Ориги 7’, 79’ · Вајналдум 54’, 56’ | Детаљи |           |

- Ливерпул се укупним резултатом 4:3 пласирао у финале Лиге шампиона.

## Финале
Финале ће се одиграти 1. јуна 2019, на стадиону Ванда Метрополитано у Мадриду. "Домаћи" тим (за административне сврхе) одређен је додатним извлачењем одржаним након жреба за четвртфиналну и полуфиналну рунду.
| Тотенхем | 0:2    | Ливерпул                    |
| -------- | ------ | --------------------------- |
|          | Детаљи | Салах 2’ (пен.) · Ориги 88’ |

- Ливерпул је победом од 2:0 освојио шести пут у својој историји пехар Лиге шампиона.

## Листа стрелаца
| Поз. | Име и презиме      | Клуб           | Голова |
| ---- | ------------------ | -------------- | ------ |
| 1    | Лионел Меси        | Барселона      | 6      |
| 2    | Кристијано Роналдо | Јувентус       | 5      |
| 3    | Садио Мане         | Ливерпул       | 4      |
| 3    | Сон Хјунг-мин      | Тотенхем       | 4      |
| 3    | Серхио Агверо      | Манчестер Сити | 4      |
| 4    | Рахим Стерлинг     | Манчестер Сити | 3      |
| 4    | Лукас Мора         | Тотенхем       | 3      |

## Најбољи стрелци
| Поз. | Играч              | Клуб            | Голова | Минута одиграно |
| ---- | ------------------ | --------------- | ------ | --------------- |
| 1    | Лионел Меси        | Барселона       | 12     | 837             |
| 2    | Роберт Левандовски | Бајерн Минхен   | 8      | 714             |
| 3    | Серхио Агверо      | Манчестер Сити  | 6      | 510             |
| 3    | Кристијано Роналдо | Јувентус        | 6      | 749             |
| 3    | Муса Марега        | Порто           | 6      | 840             |
| 3    | Душан Тадић        | Ајакс           | 6      | 1086            |
| 7    | Андреј Крамарић    | Хофенхајм       | 5      | 481             |
| 7    | Пауло Дибала       | Јувентус        | 5      | 518             |
| 7    | Нејмар             | Пари Сен Жермен | 5      | 532             |
| 7    | Един Џеко          | Рома            | 5      | 570             |
| 7    | Хари Кејн          | Тотенхем        | 5      | 688             |
| 7    | Лукас Мора         | Тотенхем        | 5      | 783             |
| 7    | Рахим Стерлинг     | Манчестер Сити  | 5      | 871             |